# حماميان (أختاتشي الشرقي)
حمامیان (بالفارسية: حمامیان) هي مستوطنة تقع في إيران في قسم أختاتشي الشرقي الريفي. يقدر عدد سكانها بـ 836 نسمة .